# Cella (Ovaro)
(villotta popolare)
Cella (Cele in friulano standard, Cela in friulano carnico) è una frazione del comune di Ovaro (UD). Si trova a 494 m s.l.m. in Val Degano, alla destra orografica del torrente.

## Geografia fisica
Cella si trova su un terrazzamento naturale a fondo valle alle pendici del monte Col Gentile (2076 m). A est dell'abitato scorre il torrente Degano.
I confini tradizionali del territorio di Cella sono a sud all'altezza del ruscello Riù di Paulâr e a nord all'altezza del prato detto Zeps.

## Storia
La prima citazione dell'abitato di Cella risale al tardo medioevo, tuttavia la zona era frequentata anche anteriormente, come dimostra il rinvenimento di una tomba di periodo longobardo in prossimità della chiesa di San Rocco.
Nel corso del medioevo e dell'età moderna fu comune autonomo insieme al vicino paese di Agrons. Il comune fu soppresso agli inizi del XIX secolo ed il suo territorio fu aggregato al comune di Mione, a sua volta, poi inserito nel comune di Ovaro.
Nella seconda metà del XVIII secolo a Cella iniziò una produzione di terrecotte che proseguì fino al secondo dopoguerra. Una selezione di terrecotte settecentesche è visibile nel Museo Carnico delle Arti Popolari di Tolmezzo (UD).

## Monumenti e luoghi d'interesse
L'unico edificio di interesse artistico è la chiesa di San Rocco. Si tratta di una chiesa gotica ad aula unica di piccole dimensioni, con presbiterio poligonale. In cima alla facciata si trova un campanile a vela. All'interno vi è un altare di legno del XVII secolo.
Originariamente la chiesa era dedicata a santo Stefano. Tale dedicazione, assieme al reperimento nelle vicinanze di una tomba longobarda, fa propendere per l'ipotesi della fondazione altomedioevale, nonostante la prima citazione risalga solo al 1310. Il culto di san Rocco si affermò negli ultimi decenni del XV secolo, in seguito ad un'epidemia di peste. In seguito il culto di san Rocco prevalse su quello di santo Stefano, fino a soppiantarlo anche nella dedicazione della chiesa.
Presso la chiesa era attiva una confraternita intitolata a san Rocco, estinta nel XIX secolo.
L'edificio della ex Latteria Sociale Agrons-Cella (risalente al 1911), dopo la chiusura del caseificio sociale (1982), è passato in proprietà della parrocchia della pieve di Gorto ed è stato adibito a centro sociale sotto il nome di Cjasa da Plêf.